# Neuvy-Bouin
Neuvy-Bouin és un municipi francès situat al departament de Deux-Sèvres i a la regió de la Nova Aquitània. L'any 2007 tenia 490 habitants.

## Demografia

### Població
El 2007 la població de fet de Neuvy-Bouin era de 490 persones. Hi havia 202 famílies de les quals 54 eren unipersonals (31 homes vivint sols i 23 dones vivint soles), 78 parelles sense fills, 66 parelles amb fills i 4 famílies monoparentals amb fills.
La població ha evolucionat segons el següent gràfic:
Habitants censats

### Habitatges
El 2007 hi havia 244 habitatges, 209 eren l'habitatge principal de la família, 14 eren segones residències i 21 estaven desocupats. 240 eren cases i 3 eren apartaments. Dels 209 habitatges principals, 167 estaven ocupats pels seus propietaris, 38 estaven llogats i ocupats pels llogaters i 5 estaven cedits a títol gratuït; 5 tenien una cambra, 12 en tenien dues, 36 en tenien tres, 47 en tenien quatre i 109 en tenien cinc o més. 174 habitatges disposaven pel capbaix d'una plaça de pàrquing. A 124 habitatges hi havia un automòbil i a 69 n'hi havia dos o més.

### Piràmide de població
La piràmide de població per edats i sexe el 2009 era:
| Homes | Edats   | Dones |
| ----- | ------- | ----- |
| 0     | 95 o +  | 0     |
| 0     | 90 a 94 | 8     |
| 4     | 85 a 89 | 16    |
| 0     | 80 a 84 | 0     |
| 8     | 75 a 79 | 4     |
| 16    | 70 a 74 | 16    |
| 16    | 65 a 69 | 28    |
| 20    | 60 a 64 | 8     |
| 12    | 55 a 59 | 4     |
| 24    | 50 a 54 | 20    |
| 16    | 45 a 49 | 16    |
| 16    | 40 a 44 | 8     |
| 16    | 35 a 39 | 20    |
| 20    | 30 a 34 | 12    |
| 28    | 25 a 29 | 8     |
| 16    | 20 a 24 | 12    |
| 32    | 15 a 19 | 16    |
| 8     | 10 a 14 | 20    |
| 24    | 5 a 9   | 12    |
| 12    | 0 a 4   | 4     |

## Economia
El 2007 la població en edat de treballar era de 274 persones, 213 eren actives i 61 eren inactives. De les 213 persones actives 195 estaven ocupades (114 homes i 81 dones) i 18 estaven aturades (8 homes i 10 dones). De les 61 persones inactives 24 estaven jubilades, 15 estaven estudiant i 22 estaven classificades com a «altres inactius».

### Ingressos
El 2009 a Neuvy-Bouin hi havia 199 unitats fiscals que integraven 466 persones, la mediana anual d'ingressos fiscals per persona era de 13.684 €.

### Activitats econòmiques
Dels 25  establiments que hi havia el 2007, 1 era d'una empresa extractiva, 2 d'empreses de fabricació d'altres productes industrials, 3 d'empreses de construcció, 2 d'empreses de comerç i reparació d'automòbils, 1 d'una empresa d'hostatgeria i restauració, 7 d'empreses financeres, 4 d'empreses immobiliàries i 5 d'empreses de serveis.
Dels 5 establiments de servei als particulars que hi havia el 2009, 1 era un paleta, 1 fusteria, 1 electricista, 1 restaurant i 1 agència immobiliària.
L'únic establiment comercial que hi havia el 2009 era una carnisseria.
L'any 2000 a Neuvy-Bouin hi havia 56 explotacions agrícoles que ocupaven un total de 2.067 hectàrees.

## Equipaments sanitaris i escolars
El 2009 hi havia una escola elemental.

## Poblacions més properes
El següent diagrama mostra les poblacions més properes.